# Germanische Leitstelle

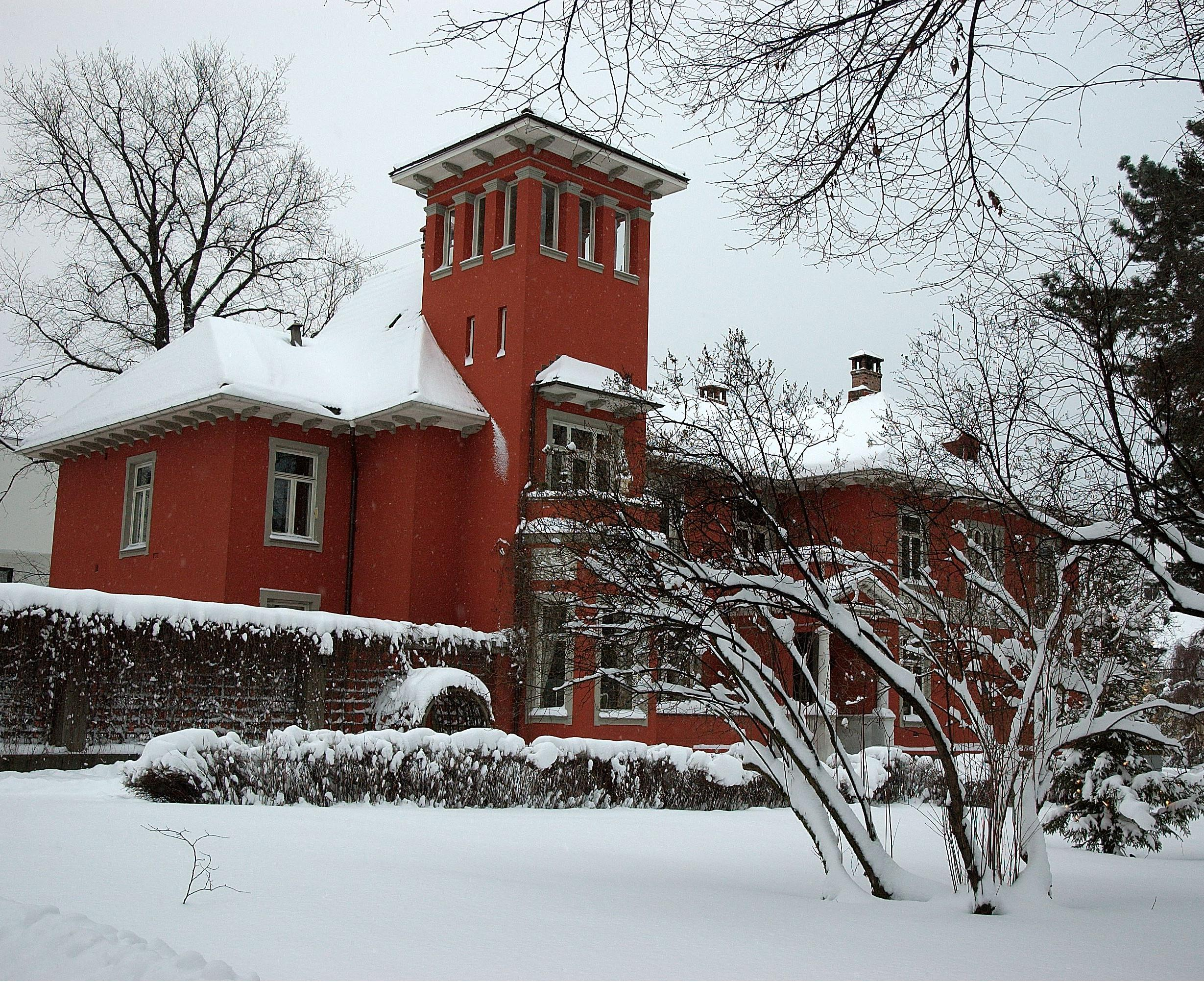
El 99 de Drammensveien en Oslo, la villa que contenía las oficinas de la Germanische Leitstelle en Noruega, así como la misión noruega de la Ahnenerbe en 1941-43.

La Germanische Leitstelle fue un departamento del SS-Hauptamt bajo el mando del Obergruppenführer Gottlob Berger durante la Segunda Guerra Mundial. Supervisó las oficinas de reclutamiento y propaganda de las Waffen-SS en Oslo, Copenhague, Bruselas y La Haya.

## LaGermanische Leitstelleen Noruega
La oficina de Oslo se fundó en 1941 y está dirigida por Karl Leib, yerno de Gottlob Berger. Tuvo su sede en el número 99 de Drammensveien hasta 1943, cuando se trasladó al número 1 de Colbjørnsens.
La Germanische Leitstelle publicó Mensajero Germánico (Germansk Budstikke) y el SS-Heftet, que era la edición noruega del SS-Leitheft. También se le encomendó la tarea de coordinar el trabajo científico de las SS y acogió la misión de la Ahnenerbe en Noruega, dirigida por Hans Schwalm.